# Tagebau Phönix

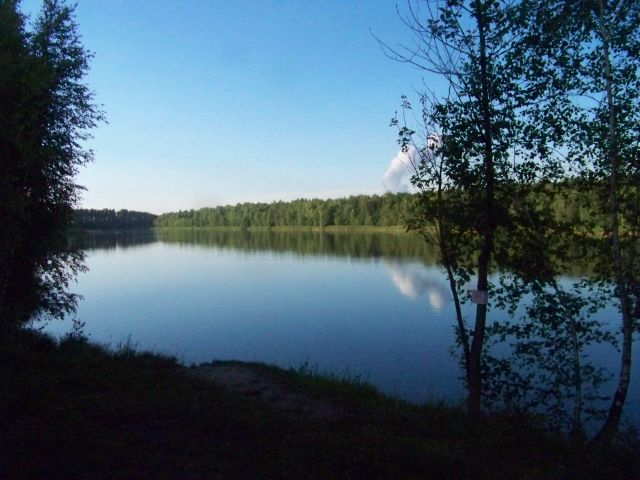
Der Prößdorfer See, ein Restsee des Tagebaus Phönix-Hemmendorf

Als Tagebau Phönix werden sechs Tagebaue nördlich von Meuselwitz im Altenburger Land bezeichnet. Es handelt sich um die Tagebaue
- Phönix-Mumsdorf (1905–1929),
- Phönix-Bünauroda (Heureka) (1920–1924),
- Phönix-Falkenhain (1928–1942),
- Phönix-Hemmendorf (1939–1948),
- Phönix-Ost (1948–1963) und
- Phönix-Nord (1962–1968).

Sie dienten zur Gewinnung von Braunkohle und lagen im Meuselwitz-Altenburger Braunkohlerevier, das zum Mitteldeutschen Braunkohlerevier gehört. Nach der Stilllegung entstanden u. a. der Rusendorfer und der Prößdorfer See auf einem Teil des Areals.

## Geographische Lage
Die Tagebaue lagen nördlich und nordöstlich von Meuselwitz. Bis 1952 verlief durch das Gebiet die Grenze zwischen dem thüringischen Altenburger Land und der preußischen Provinz Sachsen bzw. des Landes Sachsen-Anhalt. Nach der Bildung der Bezirke 1952 gehörte der Großteil der Tagebaugebiete zum Bezirk Leipzig (Kreis Altenburg) und kleinere Teile im Westen zum Bezirk Halle (Kreis Zeitz). Dadurch verläuft durch das Areal seit 1990 die Landesgrenze zwischen Thüringen (Landkreis Altenburger Land) und Sachsen-Anhalt (Burgenlandkreis). Landschaftlich wird das Gebiet dem Altenburg-Zeitzer Lösshügelland zugeordnet.
Die ehemaligen Tagebaue Phönix befanden sich zum größten Teil auf dem Gebiet der heute zum thüringischen Landkreis Altenburger Land gehörigen Städte Meuselwitz und Lucka und ihrer Ortsteile. Der in Sachsen-Anhalt liegende Teil gehört zur Gemeinde Elsteraue (Ortschaft Langendorf).

## Geschichte
Nach vereinzelten Funden seit dem 17. Jahrhundert setzte ab Mitte des 19. Jahrhunderts ein geregelter Abbau der Braunkohle ein. Die meisten der Tiefbaugruben befanden sich südlich und östlich von Meuselwitz. Nördlich von Meuselwitz existierten die Gruben „Heureka“ bei Schnauderhainichen (1901 bis 1924) und zwei Gruben bei Zipsendorf. Zu Beginn des 20. Jahrhunderts eröffnete der Bergwerksbesitzer Julius Treuherz, der später die Phönix AG für Braunkohlenverwertung begründete, nördlich von Meuselwitz zwei Brikettfabriken. Dies waren die Brikettfabrik „Heureka“ in Bünauroda (1900 bis 1910) und die Brikettfabrik Mumsdorf, die zwischen den Jahren 1912 und 2000 produzierte.
Die ersten Tagebaue nördlich von Meuselwitz waren die Gruben „Fürst Bismarck“ (1905 bis 1911) im damals preußischen Rusendorf und der ebenfalls 1905 eröffnete Tagebau „Phönix-Mumsdorf“ östlich der zum Herzogtum Sachsen-Altenburg gehörigen Enklave Mumsdorf, der bis 1926 in Betrieb war. Südöstlich des Tagebaus Phönix-Mumsdorf wurden im zweiten Jahrzehnt des 20. Jahrhunderts die Tagebaue „Heureka“ (1910 bis 1924) und „Fürst Bismarck II“ (1911 bis 1940) bei Rusendorf aufgeschlossen. Zwischen 1920 und 1924 war der Tagebau „Phönix-Bünauroda (Heureka)“ westlich von Bünauroda in Betrieb. Zu Beginn der 1920er Jahre war die Brikettfabrik in Mumsdorf zu einer der größten im Deutschen Reich heran gewachsen. Sie hatte zwischen 1919 und 1923 eine Belegschaft von 2200 Mann und produzierte täglich 2200 Tonnen Brikett. Durch das Werk „Phönix“ entstand in Mumsdorf zwischen 1907 und 1909 die „Phönix-Kolonie“, die heutige Phönix-Straße.
Der Ort Rusendorf zwischen Mumsdorf im Westen, Bünauroda im Osten und Falkenhain im Norden, war einer der Orte, die um 1920 am stärksten unter dem Braunkohleabbau zu leiden hatte. Da unter dem Ort in geringer Tiefe ein mächtiges Braunkohleflöz lag, hatte bereits im Jahr 1904 die Grube „Heureka-Phönix“ den nördlichen Teil und 1900/1906 die Grube „Fürst Bismarck“ den südlichen Teil des Orts erworben. Dadurch entstanden Tagebaue im Westen von Rusendorf (Tagebau Phönix-Mumsdorf) und südlich des Orts (Tagebaue Fürst Bismarck I und II, Tagebau Heureka). Als Folge verschwand zwischen 1906 und 1924 der Verbindungsweg nach Mumsdorf durch den gleichnamigen Tagebau. 1912 kappte die Grube Fürst Bismarck den Weg in das südlich gelegene Meuselwitz. Es folgten 1922 der Weg in das im Südwesten gelegene Brossen und das im Osten gelegene thüringische Bünauroda. Nachdem 1924 auch noch die Verbindung in das nördlich gelegene Falkenhain gekappt wurde, war das an der thüringisch-preußischen Grenze gelegene Rusendorf nur noch über Umwege erreichbar. 1927 erfolgte zeitgleich mit der Aussiedlung der ersten Bewohner der Abbruch des Orts. Auf Beschluss des Preußischen Staatsministeriums wurde mit Wirkung vom 1. Oktober 1932 die Landgemeinde Rusendorf im Landkreis Zeitz in die Landgemeinde Falkenhain eingegliedert. Kurz darauf waren alle 150 Einwohner des Orts umgesiedelt.
Der 1928 aufgeschlossene Tagebau „Phönix-Falkenhain“ zerstörte 1934 die Flur von Rusendorf, welches somit der erste Ort der Region war, der dem Braunkohleabbau weichen musste. Bis 1942 devastierte der Tagebau die Gegend südlich und östlich von Falkenhain. An ihn schloss sich im Norden zwischen Prößdorf und Lucka der Tagebau „Phönix-Hemmendorf“ (1939 bis 1948) an. Durch die Gebietsreform in der DDR im Jahr 1952 lag der Großteil des Gebietes zwischen Mumsdorf und Bünauroda nun im Kreis Altenburg (Bezirk Leipzig).
Östlich von Bünauroda und der Straße Meuselwitz-Lucka war zwischen 1940 und 1963 der Tagebau „Phönix-Ost“ in Betrieb. An ihn schloss sich im Osten der „Tagebau Ruppersdorf“ (Marie III; zwischen 1944 und 1957) an. In den Jahren 1959 und 1960 mussten 110 Einwohner von Schnauderhainichen umgesiedelt werden, da ein Teil des Orts dem Tagebau Phönix-Ost zum Opfer fiel. Der Abraum des Tagebaus wurde direkt im Tagebau verkippt. Nach der Auskohlung erfolgte auch die Verkippung von Abraum aus dem 1962 aufgeschossenen Tagebau „Phönix-Nord“. Dieser war der letzte Tagebau des Meuselwitz-Altenburger Reviers und befand sich nordwestlich von Falkenhain. Da zu seinem ursprünglichen Abbaugebiet auch Prößdorf und der Großteil der Ortslage Falkenhain gehört hätten, waren die Orte in den 1950er Jahren zum Bergbauschutzgebiet erklärt worden, d. h., es durfte in den Orten nicht mehr gebaut werden. Durch die auf staatliche Entscheidung erfolgte Zurückfahrung und Stilllegung des Tagebaus Phönix-Nord im Jahr 1968 wurden beide Orte von der Überbaggerung verschont.
| Ort (heutige Zugehörigkeit)                       | Name des Tagebaus                     | Betriebszeit |
| ------------------------------------------------- | ------------------------------------- | ------------ |
| Mumsdorf (Ortsteil von Meuselwitz)                | Phönix-Mumsdorf                       | 1905–1929    |
| Falkenhain (Ortsteil von Meuselwitz)              | Phönix (Falkenhain Nr. 138)           | 1928–1942    |
| Falkenhain (Ortsteil von Meuselwitz)              | Phönix-Nord                           | 1962–1968    |
| Rusendorf (devastierte Flur gehört zu Meuselwitz) | Fürst Bismarck I                      | 1905–1911    |
| Rusendorf (devastierte Flur gehört zu Meuselwitz) | Fürst Bismarck II (Rusendorf Nr. 238) | 1911–1940    |
| Bünauroda (Ortsteil von Meuselwitz)               | Phönix-Bünauroda (Heureka)            | 1920–1924    |
| Bünauroda (Ortsteil von Meuselwitz)               | Phönix-Ost (Falkenhain Nr. 137)       | 1940–1963    |
| Schnauderhainichen (Ortsteil von Meuselwitz)      | Heureka                               | 1910–1924    |
| Lucka                                             | Hemmendorf                            | 1938–1952    |
| Hemmendorf (Ortsteil von Groitzsch)               | Phönix-Hemmendorf                     | 1939–1948    |

Nach der Einstellung des Braunkohleabbaus in der Gegend entstanden als Bergbaufolgelandschaften zahlreiche kleinere und größere Seen. Die größten sind der Rusendorfer See, in dem sich die ehemalige Ortslage Rusendorf befindet und der Prößdorfer See östlich von Prößdorf. Das Restloch des Tagebaus Phönix-Ost wurde u. a. mit Abraum aus den Tagebauen „Phönix-Nord“ und Groitzscher Dreieck gefüllt. Auf dem Areal vom Dreiländereck in Lucka stehen bis heute Gebäude aus Tagebau-Zeiten, die nach der Schließung mit der GVG Maltitz als Glaswerk genutzt wurden.

## Devastierte Ortschaften

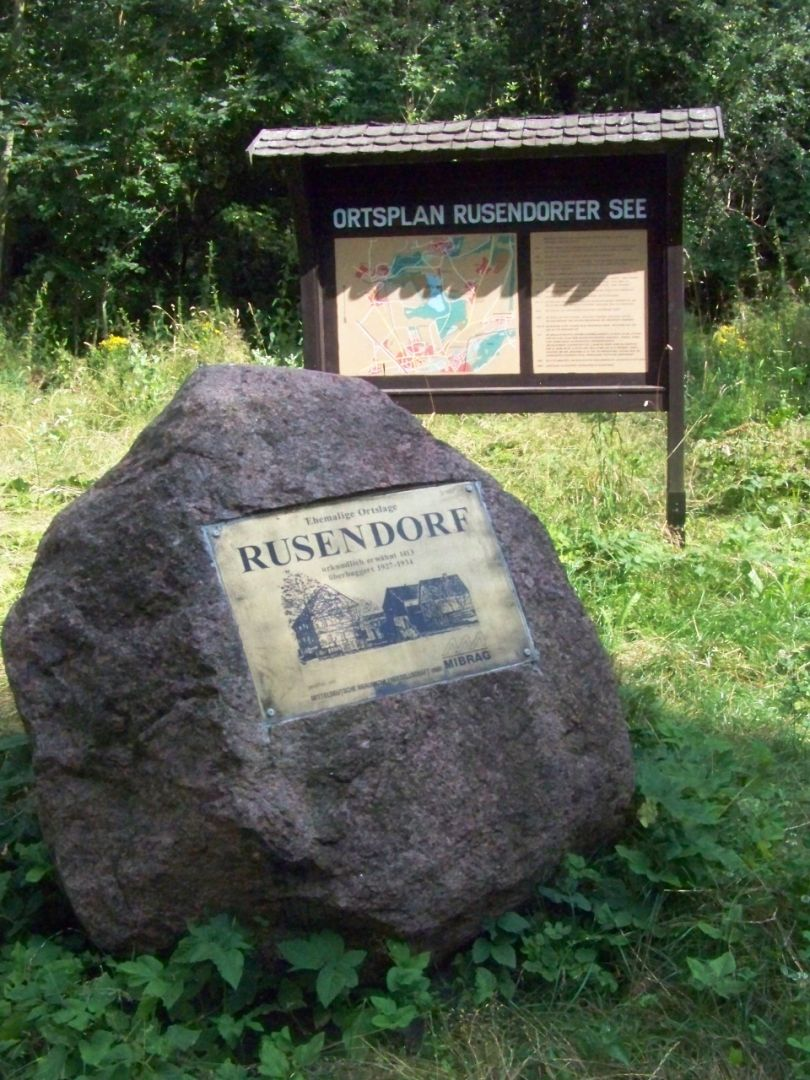
Gedenkstein für den abgebaggerten Ort Rusendorf

| Orte                             | Jahr der Umsiedlung / Devastierung | Einwohner | Tagebau           |
| -------------------------------- | ---------------------------------- | --------- | ----------------- |
| Rusendorf                        | 1927–1933                          | 150       | Phönix-Falkenhain |
| Schnauderhainichen (Teilabbruch) | 1959–1960                          | 110       | Phönix-Ost        |